# Copa Provoste 1973
La Copa Leoncio Provoste de 1973 fue la primera y única edición realizada de la Copa Provoste. Se disputó en la ciudad de Santiago de Chile el 24 de julio, entre las selecciones de Chile y Bolivia.

## Partido[2]
| 24 de julio de 1973 | Chile                                                     | 3:0 (1:0) | Bolivia | Estadio Nacional, Santiago de Chile                    |                                                        |
|                     | Rogelio Farías 34' · Guillermo Muñoz 56' · Hugo Solís 77' |           |         | Asistencia: 33.060 espectadores Árbitro(s): Mario Lira | Asistencia: 33.060 espectadores Árbitro(s): Mario Lira |

## Tabla
| Equipo  | Pts | PJ | PG | PE | PP | GF | GC | Dif |
| ------- | --- | -- | -- | -- | -- | -- | -- | --- |
| Chile   | 2   | 1  | 1  | 0  | 0  | 3  | 0  | +3  |
| Bolivia | 0   | 1  | 0  | 0  | 1  | 0  | 3  | -3  |

| Chile         |
| Campeón CHILE |